# 舜陵
舜陵是中国古代传说人物舜的陵墓，位于湖南省宁远县南30公里九嶷山。因山有九峰相似而得名，峰景奇妙。陵墓前建庙，后设碑亭一座，亭内竖隶书“帝舜有虞氏之陵”石碑一座。附近有石雕俑群。
2019年，九嶷山舜帝陵被列为第八批全国重点文物保护单位。2011年，舜帝祭典被列入第三批国家级非物质文化遗产。

## 歷史
尧讓位給舜之後，又咨询四岳，挑选贤人，治理民事。特别是命禹治平水患，使民安居乐业。故受万民拥戴。舜死后葬于鸣条岗。
《史记·五帝本纪》载：“舜南巡狩、崩于苍梧之野，葬于江南九疑，是为零陵。”
舜帝陵庙最早建于九嶷山的太阳溪畔（即今九疑河流经称为「太阳洞」的一段河岸）。
舜帝陵庙又建于唐开元二十六年（738年），后毁于元末战火中。
明洪武四年（1371年），迁建于舜源峰下。當時的人們以九嶷山首峰舜源峰为陵山，将陵庙合为一处。正德元年（1506年），乡人重建。但在嘉靖三十四年（1555年）的地震中又遭毁坏。万历三十一年（1603年），安邑县令吴愈再次重建。
清嘉庆二十年（1815年）的大地震中又为瓦砾，仅存正殿。嘉庆二十一年（1816年），在乡人王步洲等倡导下，重建舜庙。
陵庙历经明清两个朝代四次修葺，有仪门、午门、拜殿、正殿、寝殿及东西朝房，祭碑房等建筑群，规模宏大。
民國24年，一场大火烧了正殿；1962年，又一次被火焚了寝殿与拜殿，所余建筑也墙裂木朽岌岌可危。
1956年，被湖南省人民政府确定为省级重点文物保护单位。
1985年以後，由湖南省各级省市县政府筹资，发动社会各界募捐对舜帝陵庙进行了全面的修复，至1998年底竣工，基本恢复清初建的原貌，就是我们现在见到的舜帝陵庙。整个陵庙占地500多亩，其中建筑占地面积达4万余平方米，建有山门、午门、拜殿、正殿、寝殿、朝房、祭碑房、神道及石像等。

## 舜帝陵庙
舜帝陵庙分为南景北陵两大区，南景区分为舜帝大道、舜帝广场、舜帝公园三部分，北景区则分外城、陵园、皇城三部分。舜帝陵庙神道两旁保存有五株树龄在4000年以上的古柏，且每一棵活柏怀里都抱着一棵死柏，甚为奇特，被称为“夫妻柏”或“连理柏”，东边一株树干形似龙爪，树根形似龙椅，相传当年汉光武帝刘秀曾在此休憩，故这棵树又称为龙柏。而舜帝陵上也有一株树形奇特的古柏，已有2000余年历史，五个主枝形似虬龙，民间称为“五子登科”。陵前有两块石碑，上碑刻“有虞帝舜陵”，下碑刻“舜帝陵”。
舜陵坐北朝南，占地70亩，神道13亩，奉祀香火地17亩。沿舜陵外城遗址缘坡而上，即为神道，两旁夫妻柏夹道耸立。行百余步，进陵庙大门，便见到砖砌的方形墓冢，陵高3米，周围51米。陵前嵌有邢其任书写的“有虞帝舜陵”石碑，旁立“有虞氏陵”石碣1块。陵冢上槐相交翠，郁郁葱葱。绕陵北行约三十米，即是皇城，又名离乐城。进拱形城门，内以戏楼、卷棚、献殿、正殿、寝宫为中轴线，东西两侧配以廊房及钟、鼓二楼，构造布局严谨，左右对称。主建筑正殿，建造于台基之上，重檐歇山顶，斗拱五铺作，面阔五间，进深五椽。殿内泥塑的舜帝坐像，头戴冕旒，身着衮服，神态庄严，栩栩如生。正殿之后，原建寝宫三楹，内塑娥皇、女英像，昔已毁于战火。陵庙东南，旧时曾建大云寺，为守陵僧侣居住，亦称“守陵寺”，于解放初拆毁。

## 舜帝祭典
舜帝祭典始于大禹祭祀舜帝陵，后秦始皇、汉武帝等亦南望九嶷山遥祭舜帝陵。南朝宋武帝曾遣张邵、颜延之赴九嶷祭山祭舜，唐玄宗曾遣张九龄赴九嶷祭山祭舜，今存祭文。明朱元璋亲自制定御祭舜帝祭典，遣翰林院编修雷燧赴九嶷山祭舜，有明一代御祭共15次。清代承袭明制，御祭共45次。民国省祭共4次。今存清代祭祀碑30方，民国祭祀碑4方。
中华人民共和国成立到1980年代，存在民间零星祭舜。90年代舜帝陵重修后，共有10次较大祭祀，其中省祭2次，市祭2次，县祭3次，民间团体祭3次，其后祭祀渐多。今舜帝祭典除传统祭典仪式外，还加入现代的献花篮、鞠躬礼、民俗表演等内容，整个祭祀仪式包括：迎宾仪式、导引仪式、祭典仪式、瞻仰仪式、谒陵仪式和祭文碑揭碑仪式。